# Muzeum Chleba w Radzionkowie
Muzeum Chleba, Szkoły i Ciekawostek (pierwotnie: Muzeum Chleba w Radzionkowie) – prywatna placówka paramuzealna, edukacyjna i kulturowa w Radzionkowie, założona w 2000, w której eksponuje się głównie urządzenia i przedmioty dotyczące historii wytwarzania chleba oraz zabytki etnograficzne i pamiątki szkolne.

## Historia
Twórcą muzeum jest Piotr Mankiewicz. Początkowo zbierał i kupował unikalne zabytki (głównie dawne narzędzia pracy piekarzy i cukierników) na targach staroci, z czasem założył muzeum, które w myśl pierwotnych planów założyciela i miało się mieścić w zbudowanej przez piekarza zabytkowej kamienicy w Bytomiu, czego jednak nie udało się zrealizować. Placówkę otwarł 26 kwietnia 2000 w Rojcy przy ul. Zofii Nałkowskiej 5, gdzie znajduje się do dziś. Do 6 października 2015 była ona częścią Firmy „Izi” Piotr Mankiewicz. 
Misją Muzeum jest łączenie pokoleń oraz kultywowanie i uczenie szacunku do chleba oraz związanych z nim polskich tradycji. Od początku istnienia placówki atrakcją są eksponowane zbiory maszyn i narzędzi piekarniczych i cukierniczych, wiele różnych pamiątek związanych z dziejami chleba oraz możliwość formowania i wypiekania pieczywa przez zwiedzających. W siedzibie Muzeum urządzono salę „bacówkę” utrzymaną w góralskim stylu i wykonaną przez autentycznych górali, a następnie drugą, „starą” szkołę, w której wiernie odtworzono dawną klasę szkolną sprzed stu laty. Rocznie placówkę odwiedza ok. 40.000 osób w każdym wieku (od przedszkolaków do seniorów).
Od 19 października 2006 Muzeum znajduje się na trasie Szlaku Zabytków Techniki Województwa Śląskiego, a od 2010 uczestniczy w kolejnych edycjach Industriady.
Muzeum Chleba w Radzionkowie to pierwsza w Polsce zorganizowana placówka kolekcjonująca zbiory o takiej tematyce.

## Zbiory
Obejmują kilkanaście tysięcy eksponatów związanych głównie z dziejami chleba (od XVI do XXI wieku): maszyny i urządzenia, tradycyjne wyposażenie wnętrz, dawne przedmioty codziennego użytku (w tym regionalne ubiory), pocztówki, zdjęcia, obrazy, grafiki, dokumenty, publikacje, książki. Jedną z wielu ciekawostek są tzw. pieniądze chlebowe, które w czasach kryzysu pozwalały wyłącznie na jego zakup.

## Wystawy stałe
Muzeum udostępnia 4 wystawy stałe (2022):
- Od ziarenka do bochenka
- W dawnej szkole
- Stroje rozbarskie (bytomskie)
- Niecodzienne przedmioty codziennego użytku

## Inicjatywy Muzeum[9]
- święcenie pokarmów wielkanocnych w strojach rozbarskich (w kościele św.
- akcja Łączymy pokolenia – pamiętajcie o rodzicach
- wydawnictwa